# Sesbania somaliensis
Sesbania somaliensis är en ärtväxtart som beskrevs av Jan Bevington Gillett. Sesbania somaliensis ingår i släktet Sesbania och familjen ärtväxter. Inga underarter finns listade i Catalogue of Life.